# 小幡英之助

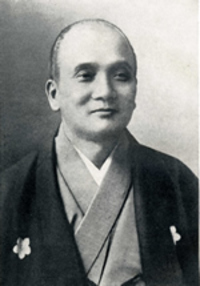
小幡英之助

小幡 英之助（おばた えいのすけ、嘉永3年（1850年） - 1909年（明治42年）4月26日）は、日本最初の歯科医師。豊前国中津（現・大分県中津市）出身。

## 経歴

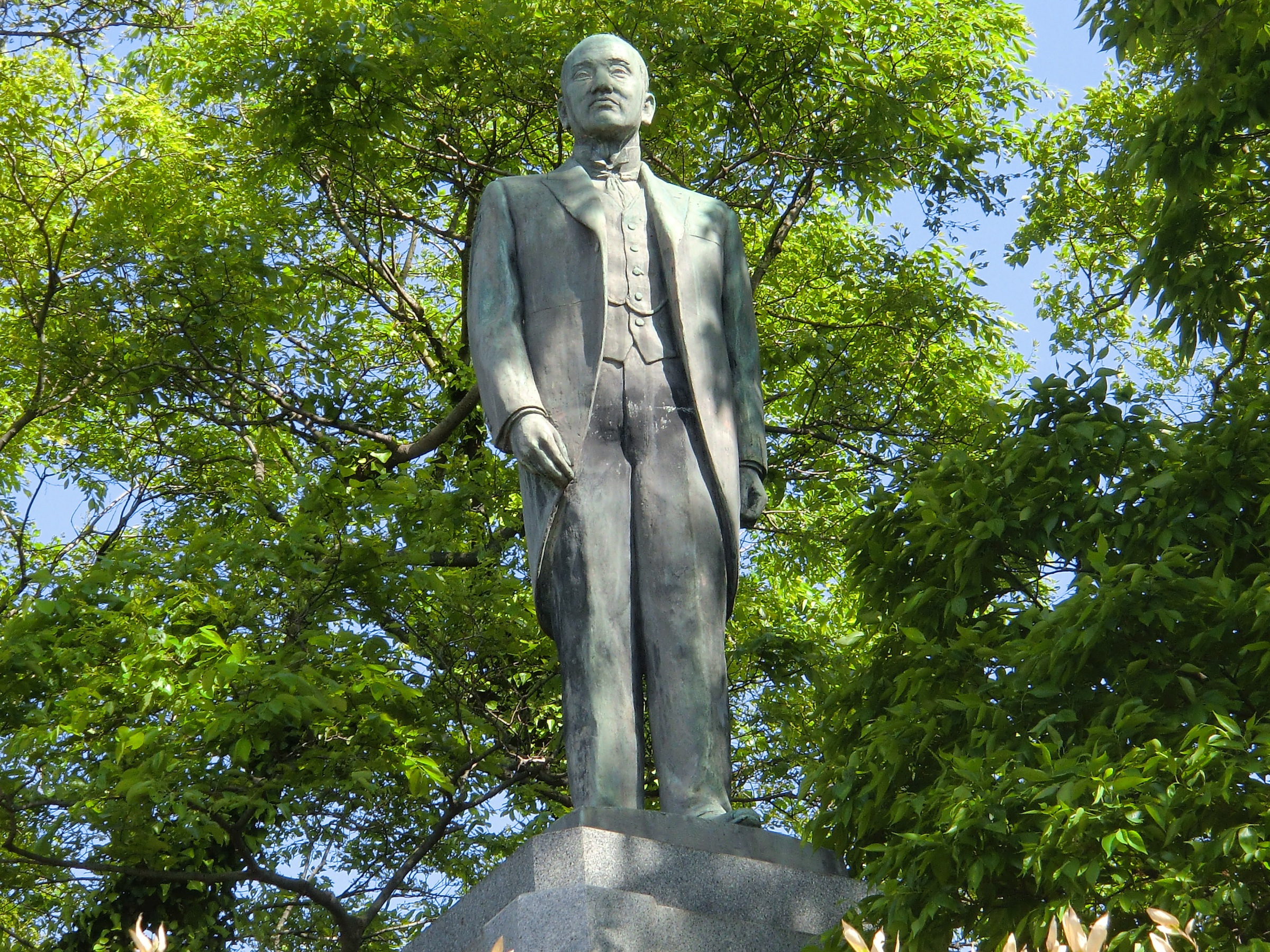
中津城公園の小幡英之助の像

中津藩甲州流軍学師範役・小幡孫兵衛の長男で、慶應義塾塾長となった小幡篤次郎の従弟。
藩校・進脩館に学び、15歳で元服して藩大砲方に加わり長州戦争で初陣。1869年（明治2年）20歳で上京、叔父・小幡篤次郎を頼って芝新銭座の慶應義塾に入り、さらに同郷出身の医師・佐野諒元について医学を修め、次いで近藤良薫について横浜で外科を習得。
米国人歯科医師セント・ジョージ・エリオットから西洋式の最新歯科技術と知識を学び、1874年（明治7年）医制の公布の後、第1回目の医術開業試験に「歯科」として受験し合格した。このため、西洋歯科医学に基づく日本初の歯科医師と言われる。（医籍に登録されているので、正しくは、最初に歯科を専攻にした医師であって、歯科医師ではない。）試験主任は外科担当の教授であった赤星研造、校長の長与専斎や教授の三宅秀・石黒忠悳、総幹事・草郷清四郎と幹事長の三輪光五郎の立会いの下、試験が行われた。
この年の夏、東京府京橋区采女町（現・中央区銀座五丁目）で歯科診療所を開業し、日本人の体格に合った「小幡式治療椅子」を開発するなど、草創期の西洋歯科学の発展に大きな足跡を残している。
1909年(明治42年)4月20日に永眠。享年60歳。墓所は青山霊園(1イ23-3)。
弟子に東京都歯科医師会創立者の伊澤道盛がいる。